# Boyles lag

Kompression och expansion med konstanthållen temperatur illustrerar Boyles lag; pV-diagrammet är en isoterm.

Boyles lag, uppkallad efter Robert Boyle som beskrev lagen 1662, även kallad Boyle-Mariottes lag efter Edme Mariotte, som oberoende av Boyle gjorde samma upptäckt 1679, säger att volymen av en ideal gas vid konstant temperatur är omvänt proportionell mot gasens tryck, alltså:
{\displaystyle V=\mathrm {konstant} \cdot {\frac {1}{P}}}
för volymen V och trycket P.
Detta kan lika gärna uttryckas som att produkten av en gas tryck och volym är konstant, vid konstant temperatur.
Innebörden blir att om volymen för en behållare ökar så sjunker trycket i den och vice versa. Dessa storheter är omvänt proportionella.
Exempel (vid konstant temperatur):
Om trycket för en given mängd gas dubbleras, leder det till att volymen för samma mängd gas halveras.
Om trycket för en given mängd gas halveras, leder det till att volymen för samma mängd gas dubbleras.